# コリーン・タウンゼント
コリーン・タウンゼント（Colleen Townsend、1928年12月21日 -  ）は、アメリカ合衆国カリフォルニア州グレンデール生まれの女優、著作家、博愛主義者。

## 経歴
映画出演の経歴は1944年に始まる。この年、いくつか映画に端役で出演している。1946年までに、雑誌の表紙を飾るようになっていた。1947年には、20世紀フォックスと契約する。1948年、ライフ誌のカヴァー・ストーリーに取り上げられる。その中で、タウンゼントを一例に挙げて、大スタジオがスター達を仕込んで造りあげる様子が取り上げられていた。スタジオが、タウンゼントの写真が使用されているカレンダーを制作し、「アメリカのどこの家でも、どこの事務所でも、どの兵舎でもタウンゼントの顔が一年中見られるようにした」のである。ヘッダ・ホッパーの言葉によると「タウンゼントはどんどん出世しているところだった」ということである。
タウンゼントは、映画「ジェリコの壁」で主演している（1948年）。そして映画「日曜は鶏料理」（1949年）では、そのポスターで、ダン・デイリー、セレステ・ホルムに次いで三番目に名前が並ぶこととなった。タウンゼントの最大の成功は、1950年の映画「When Willie Comes Marching Home」への出演である。この映画ではダン・デイリーと共に夫婦役として出演している。「Again... Pioneers」（1950年）では主演している。
タウンゼントは、幼い頃から末日聖徒イエス・キリスト教会に通っていたが、1948年には献身的なキリスト教徒となり、ハリウッド長老派教会で活発に活動するようになった。1950年、タウンゼントは女優としての活動から離れて長く友人として交流のあったルイス・Ｈ・エヴァンズ・ジュニアと結婚した。エヴァンズは、この時サンフランシスコ神学校の学生であった。ルイス・エヴァンズ師はベル・エア長老派教会の設立メンバーであり、もともと彼の自宅から始まったものであった。今日、ベル・エア長老派教会はロサンゼルス区域における長老派教会最大の教会となっており、モルホーランド通りに面して建ち、美しく心地よい外観を見せている。
後に、この夫婦はビリー・グラハムと連合を組む。タウンゼントは今や「コリーンエヴァンズ」としてポスターに名前が載ることとなり、映画界にも短期間だが復帰し、「Oiltown, U.S.A.」(1950年)と「Souls in Conflict」(1955年)で主演している。これらの作品は、ビリー・グラハム福音教会連合によって制作されたものであった。
それ以後、タウンゼントは人道主義的な仕事に献身的に取り組むようになり、特に人種差別、宗教的差別、人権問題、現代社会における女性の役割の拡大といったテーマに関して熱心に活動している。タウンゼントは、アフリカ系アメリカ人の共同体を取り巻く環境を改善するために、家族とともにワシントン州に移った。1986年にはビリー・グラハム・クルセードで初めてとなる女性議長に就任している。
「コリーン・タウンゼント・エヴァンズ」の名で、著作を数点出版している。
コリーン・エヴァンズは現在、カリフォルニア州フレズノに住んでいる。

## 参照
1. 1 2   Life Goes to the Movies. Simon and Schuster. (1977). pp. 98–99. ISBN 0-671-79000-5
2. ↑  “The Rev. Louis H. Evans, organizing pastor of Bel Air Presbyterian Church, dies at 82”. 2015年11月2日閲覧。
3. ↑  “Bel Air Church On the Journey Together”. 2015年11月2日閲覧。
4. 1 2  “A Renaissance Woman for Christ”.   Wheaton College (2005年). 2007年12月12日閲覧。